# Bactris major
Bactris major (nomes comuns: marajá ou marajaú) é uma espécie de palmeira pertencente à família Arecaceae.

## Variedades

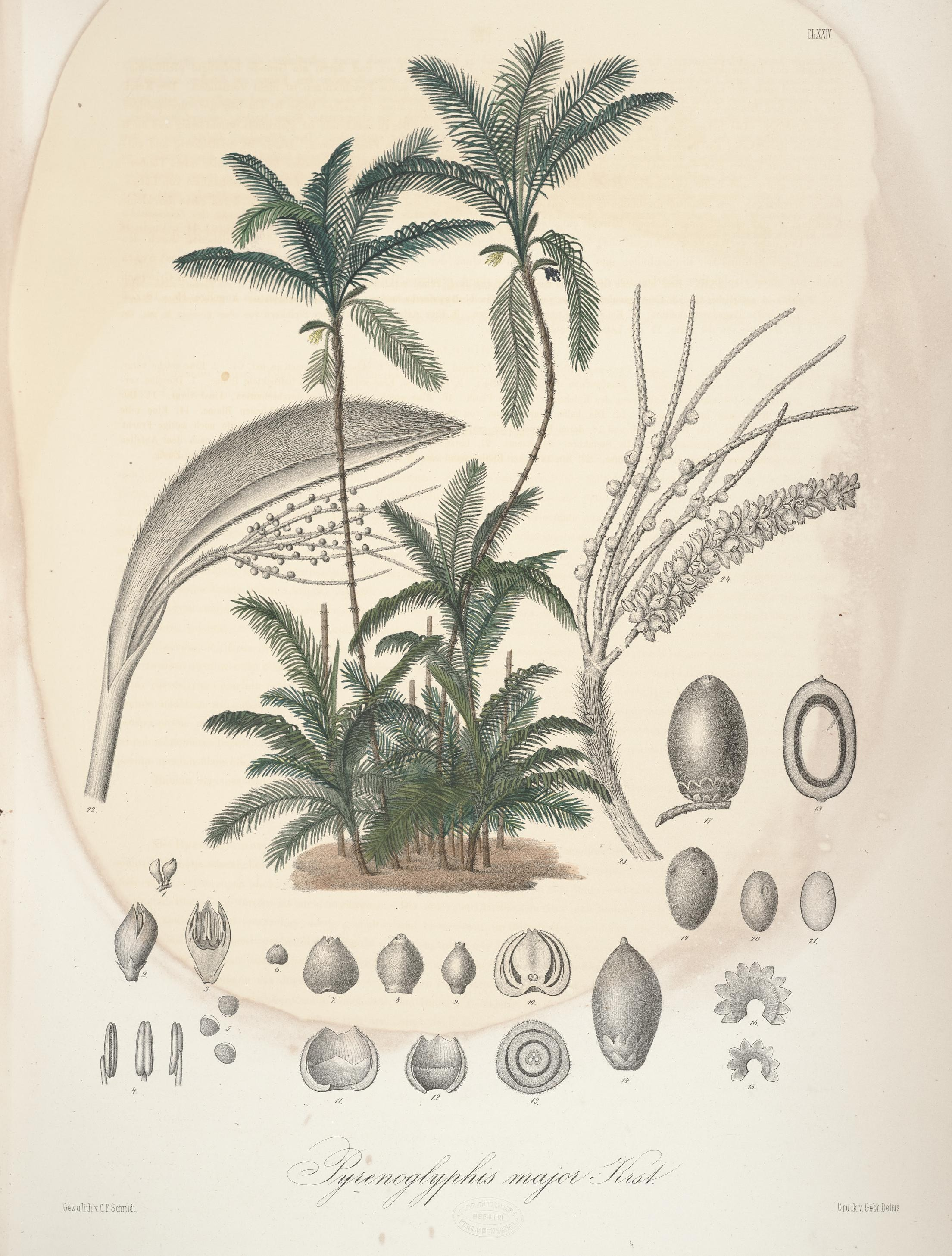
Pl. CLXXIV Florae Columbiae.

- Bactris major var. infesta (Mart.) Drude in C.F.P.von Martius & auct. suc. (eds.), Fl. Bras. 3(2): 54 (1881).
- Bactris major var. major.
- Bactris major var. socialis (Mart.) Drude in C.F.P.von Martius & auct. suc. (eds.), Fl. Bras. 3(2): 359 (1881).[2]

## Sinonímia
- Bactris ovata Stokes, Bot. Mat. Med. 4: 394 (1812), nom. illeg.
- Augustinea major (Jacq.) H.Karst., Linnaea 28: 395 (1857).
- Pyrenoglyphis major (Jacq.) H.Karst., Fl. Columb. 2: 141 (1869).[2]